# Leonel Sánchez
Pour les articles homonymes, voir Sánchez.
Leonel Sánchez Lineros est un footballeur chilien né le 25 avril 1936 à Santiago du Chili et mort le 2 avril 2022.

## Biographie
Leonel Sánchez a joué au poste d’ailier gauche pendant plus de 20 ans entre 1953 et 1973, dont 17 passés au club de l'Universidad De Chile, où il était l'icône du Ballet Azul (ballet bleu), remportant six championnats nationaux entre 1959 et 1969. Considéré comme le meilleur footballeur chilien de tous les temps, au même titre que Marcelo Salas, Elias Figueroa ou Iván Zamorano, il fait partie des joueurs au plus grand nombre de sélections en équipe du Chili avec 85 matchs (24 buts). Il participa à la Coupe du monde 1962 disputée au Chili, aux côtés d'un autre grand joueur chilien de sa génération, Eladio Rojas, Sánchez marquant 4 buts et hissant son pays à la troisième place.
Après ce mondial réussi, Leonel Sánchez est resté à l'Universidad De Chile, bien qu'il ait reçu de nombreuses offres de la part de clubs européens comme le Real Madrid, Juventus et Milan AC. En 1969, le club de Santiago fut contraint de vendre l'idole des supporters qui termina sa carrière entre Colo-Colo, Palestino et Ferrobádminton.

## Statistiques

### En sélection nationale
| Saison                | Sélection             | Phases finales        | Phases finales | Phases finales | Éliminatoires CDM | Éliminatoires CDM | Matchs amicaux | Matchs amicaux | Total | Total |
| Saison                | Sélection             | Compétition           | M              | B              | M                 | B                 | M              | B              | M     | B     |
| --------------------- | --------------------- | --------------------- | -------------- | -------------- | ----------------- | ----------------- | -------------- | -------------- | ----- | ----- |
| 1955-1956             | Chili                 | Copa América 1956     | 5              | 2              | -                 | -                 | 6              | 0              | 11    | 2     |
| 1956-1957             | Chili                 | Copa América 1957     | 4              | 0              | -                 | -                 | -              | -              | 4     | 0     |
| 1957-1958             | Chili                 | -                     | -              | -              | 2                 | 0                 | 1              | 0              | 3     | 0     |
| 1958-1959             | Chili                 | Copa América 1959     | 6              | 2              | -                 | -                 | -              | -              | 6     | 2     |
| 1959-1960             | Chili                 | -                     | -              | -              | -                 | -                 | 13             | 3              | 13    | 3     |
| 1960-1961             | Chili                 | -                     | -              | -              | -                 | -                 | 4              | 4              | 4     | 4     |
| 1961-1962             | Chili                 | Coupe du monde 1962   | 6              | 4              | -                 | -                 | 4              | 2              | 10    | 6     |
| 1962-1963             | Chili                 | -                     | -              | -              | -                 | -                 | 2              | 0              | 2     | 0     |
| 1964-1965             | Chili                 | -                     | -              | -              | -                 | -                 | 7              | 2              | 7     | 2     |
| 1965-1966             | Chili                 | Coupe du monde 1966   | 3              | 0              | 5                 | 3                 | 9              | 0              | 17    | 3     |
| 1967-1968             | Chili                 | -                     | -              | -              | -                 | -                 | 5              | 1              | 5     | 1     |
| 1968-1969             | Chili                 | -                     | -              | -              | -                 | -                 | 2              | 0              | 2     | 0     |
| Total sur la carrière | Total sur la carrière | Total sur la carrière | 24             | 8              | 7                 | 3                 | 53             | 12             | 84    | 23    |

## Palmarès

### En club
- Championnat chilien : 7
  - Universidad de Chile : 1959, 1962, 1964, 1965, 1967 et 1969
  - Colo Colo : 1970

### Distinctions
- Meilleur buteur de Coupe du monde 1962 avec 4 buts

### Statistiques
- Championnat : 386 matchs, 159 buts
- Coupes nationales : 12 matchs, 6 buts
- Équipe du Chili : 85 matchs, 24 buts
- Copa Libertadores : 15 matchs, 2 buts
- Total de compétitions officielles : 495 matchs, 189 buts soit 0,38 but par match